# Franz Xaver Leonhard (Politiker, 1839)
Franz Xaver Leonhard (* 21. Februar 1839 in Regensburg; † 12. Mai 1913 ebenda) war katholischer Geistlicher und Mitglied des Deutschen Reichstages.

## Leben
Leonhard besuchte das Gymnasium in Regensburg und die Universität München. 1861 wurde er Kooperator in Abbach und 1863 in Deggendorf. 1878 wurde er Dechant und Stadtpfarrer in Neunburg, 1885 Pfarrer in Pilsting, 1888 Dechant und Stadtpfarrer in Deggendorf. Er war Stadtschulreferent, Inspektor der Präparandenschule, Mitglied des niederbayerischen Landrats und Vorstand des Finanzausschusses.
Von 1890 bis 1898 war er Mitglied des Deutschen Reichstags für den Wahlkreis Niederbayern 5 (Deggendorf, Regen, Viechtach, Kötzting) und die Deutsche Zentrumspartei.
Franz Xaver Leonhard wurde 1901 die Ehrenbürgerschaft von Deggendorf verliehen.